# 8153 Gattacceca
8153 Gattacceca eller 1986 WO1 är en asteroid i huvudbältet som upptäcktes den 25 november 1986 av den tjeckiske astronomen Antonín Mrkos vid Kleť-observatoriet i Tjeckien. Den är uppkallad efter Jérôme Gattacceca.
Asteroiden har en diameter på ungefär 5 kilometer och den tillhör asteroidgruppen Nysa.